# Free Magic
「Free Magic」（フリー マジック）は、WAGの2作目のシングルで、本作でメジャーデビューを果たす。CDコードはGZDA-1013。

## 概要
1999年10月14日発売。メジャーデビューシングルで初のテレビアニメタイアップ曲。オリコン最高順位は30位。このシングル発売後、2004年発表のシングル「吹きすさぶ風の中で」がオリコン64位にランクインするまで、作品がオリコン100位以内にチャートインすることはなかった。
GARNET CROWのメンバーであるAZUKI七と古井弘人が携わっている作品はDEENの「遠い遠い未来へ」以来、AZUKI七とrumania montevideoの三好誠が携わっている作品はWANDSの「「今日、ナニカノハズミデ生きている」」以来である。

## 収録曲
1. Free Magic
作詞：AZUKI七 / 作曲：三好誠 / 編曲：古井弘人
2. Nil
作詞、作曲、編曲：WAG
3. Free Magic（インストゥルメンタル）
作曲：三好誠 / 編曲：古井弘人

## タイアップ
読売テレビ制作・日本テレビ系列テレビアニメ『名探偵コナン』エンディングテーマ

## 収録アルバム
- WAG
- THE BEST OF DETECTIVE CONAN 〜名探偵コナン テーマ曲集〜
- BEST HIT BEING

| テレビアニメ『名探偵コナン』エンディングテーマ 1999年7月19日 - 2000年2月7日 |                    |                                       |
| 前作: rumania montevideo 『Still for your love』                            | WAG 『Free Magic』 | 次作: 倉木麻衣 『Secret of my heart』 |